# Молве
Молве (хорв. Molve) — община с центром в одноимённом посёлке на севере Хорватии, в Копривницко-Крижевацкой жупании. Население — 1441 человек в самом посёлке и 2194 человека во всей общине (2011). Подавляющее большинство населения — хорваты (99,5 %). В состав общины, кроме Молве, входят ещё 3 деревни.
Молве находится в 8 км на северо-запад от Джурджеваца Через посёлок проходит шоссе D210 Вирье — Молве — Гола. В двух километрах от Молве эта дорога пересекает Драву. Ближайшая железнодорожная станция в посёлке Вирье (4 км).
Территория общины расположена на плодородной Подравинской низменности, посёлок Молве окружён сельскохозяйственными угодьями, большинство жителей занято в сельском хозяйстве.
Первое упоминание селения относится к 1330 году. Название посёлка, вероятно, происходит от глагола «молоть» и относится к водяным мельницам на Драве и её притоках. Приход Успения Пресвятой Девы Марии основан в 1665 году, современное здание церкви строилось с 1855 по 1863 год по проекту известного архитектора Франьо Клейна и стало одной из главных архитектурных достопримечательностей региона.